# Remediacja

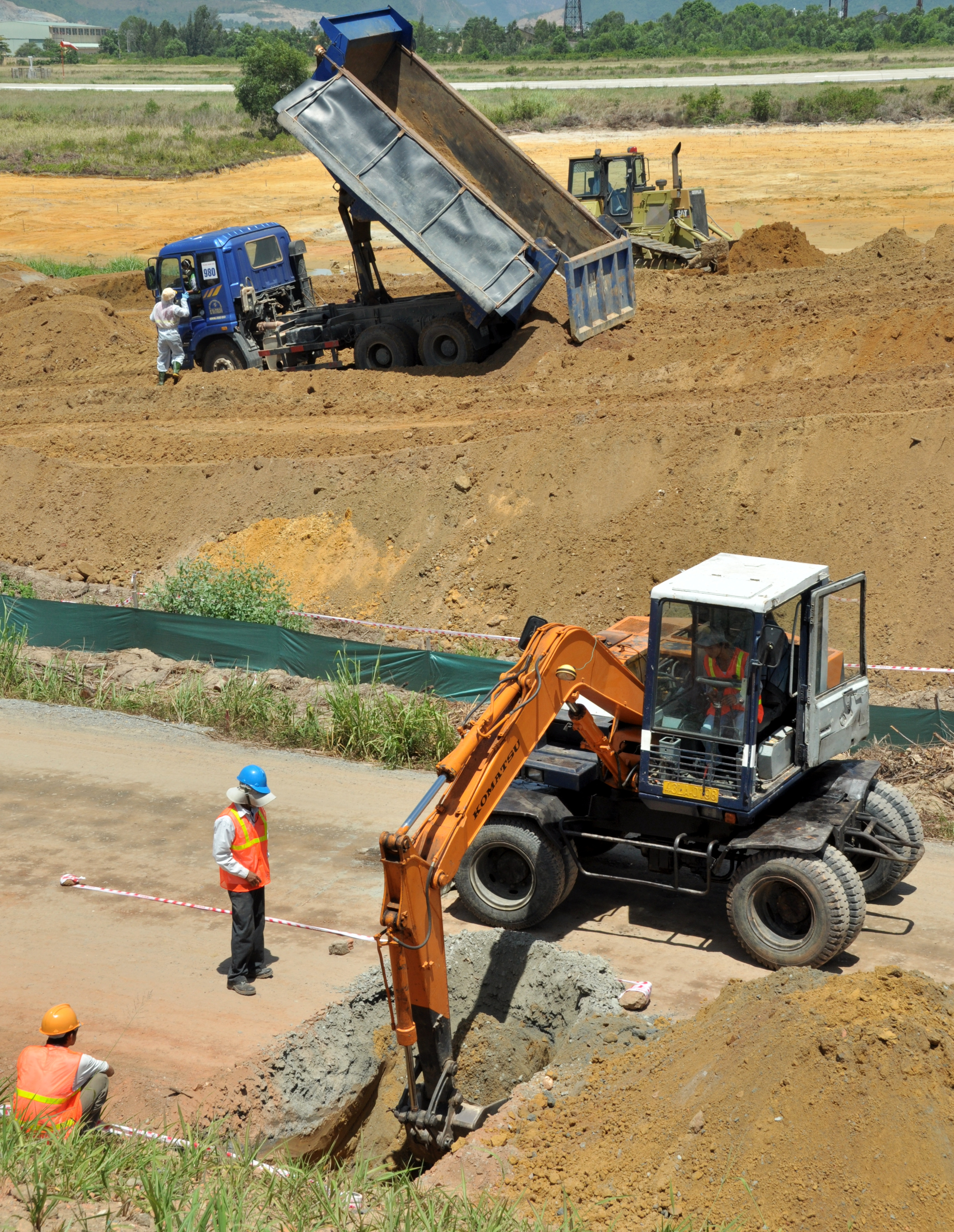
Proces remediacji terenu po zanieczyszczeniu dioksynami lotniska w Đà Nẵng, Wietnam

Remediacja (od łac. remedium – środek zaradczy) – działania zmierzające do usunięcia lub zmniejszenia ilości zanieczyszczeń powierzchni ziemi, wprowadzonych do niej w wyniku działalności człowieka. Celem remediacji jest przywrócenie środowisku – glebie, leżącej pod nią ziemi i wodom gruntowym – jego wcześniejszych wartości użytkowych. Remediacja jest pojęciem węższym od rekultywacji.
Polskie prawo ochrony środowiska definiuje remediację jako poddanie gleby, ziemi i wód gruntowych działaniom mającym na celu usunięcie lub zmniejszenie ilości substancji powodujących ryzyko, ich kontrolowanie oraz ograniczenie rozprzestrzeniania się, tak aby teren zanieczyszczony przestał stwarzać zagrożenie dla zdrowia ludzi lub stanu środowiska, z uwzględnieniem obecnego i, o ile jest to możliwe, planowanego w przyszłości sposobu użytkowania terenu; remediacja może polegać na samooczyszczaniu, jeżeli przynosi największe korzyści dla środowiska.
Najczęściej wyróżniane metody remediacji:
- fizyczne – ekstrakcja, sortowanie, elektrooczyszczanie,
- chemiczne – odmywanie, dehalogenacja, hydroliza, stabilizacja (solidyfikacja, sorpcja),
- elektrochemiczne,
- termiczne – odparowanie (desorpcja termiczna), zeszklenie, spalanie,
- biologiczne – bioremediacja, fitoremediacja, entomoremediacja.

Do biologicznych metod remediacji w roli remediatorów wykorzystywane są organizmy o zwiększonych możliwościach pobierania niepożądanych substancji z gleby, osadów lub zanieczyszczeń: rośliny (np. zawciąg pospolity), mikroorganizmy (bakterie, archeony i grzyby) lub owady (np. Hermetia illucens) wraz z towarzyszącymi mikroorganizmami.
W zależności od miejsca przeprowadzania procesów remediacji gruntu wyróżnia się metody:
- in situ – prowadzenie procesu remediacji w miejscu występowania zanieczyszczenia, bez konieczności przemieszczania gruntu,
- ex situ – wymianę skażonego gruntu i dalsze zagospodarowanie powstałego odpadu poza terenem jego wytworzenia.